# Migoli
Migoli (1944-1963), est un cheval de course pur-sang anglais. Appartenant à l'Aga Khan III, entraîné en Angleterre, il remporte le Prix de l'Arc de Triomphe en 1948.

## Carrière de course
Né en Irlande, issu de l'une des plus fameuses, sinon la plus fameuse souche de l'élevage Aga Khan, Migoli est confié à l'entraîneur anglais Frank Butters. Sa campagne à 2 ans au printemps et à l'été 1946, n'est guère enthousiasmante, même si le poulain participe aux courses d'élite de sa génération, témoignage de l'estime que lui porte son entourage. Et Migoli la justifiera in extremis en fin d'année en s'adjugeant les Dewhurst Stakes sous la selle de celui qui lui sera le plus souvent associé, le légendaire Gordon Richards.   
À 3 ans, Migoli confirme à mesure qu'il monte en distance. Il est certes nettement battu par Pearl Diver dans le Derby, mais remporte "le Derby d'Ascot", les King Edward VII Stakes et surtout s'offre dans les Eclipse Stakes, le scalp du crack Tudor Minstrel, le meilleur cheval des années 40. Défait dans le St. Leger, il fait l'impasse sur le Prix de l'Arc de Triomphe mais termine son année par un succès dans les Champion Stakes et le Derby d'Aintree à Liverpool. 
Migoli se montre performant sur un large éventail de distances, capable de remporter les White Rose Stakes sur 3 000 mètres au printemps, et les Rose of York Stakes sur le mile à l'automne. Il est toutefois battu dans la Coronation Cup et ne peut conserver son titre dans les Eclipse Stakes. Mais il trouve la consécration dans le Prix de l'Arc de Triomphe, pour sa première incursion à l'étranger, en battant le très estimé élève de Marcel Boussac Nirgal. Il offre un premier succès dans la grande course aux couleurs de l'Aga Khan. Avant de se retirer au haras, il tente le doublé dans les Champion Stakes, disputées seulement onze jours après l'Arc, mais échoue au pied du podium. 

### Résumé de carrière
| Date         | Hippodrome   | Pays        | Course                           | Distance    | Jockey      | Place       | Écart       | Vainqueur ou deuxième |
| 1946, 2 ans  | 1946, 2 ans  | 1946, 2 ans | 1946, 2 ans                      | 1946, 2 ans | 1946, 2 ans | 1946, 2 ans | 1946, 2 ans | 1946, 2 ans           |
| ------------ | ------------ | ----------- | -------------------------------- | ----------- | ----------- | ----------- | ----------- | --------------------- |
| 22 mai       | York         | Royaume-Uni | Scarborough Stakes               | 1 000 m     | R. Jones    | 4e / 12     |             | Windsor Soap          |
| 20 juin      | Ascot        | Royaume-Uni | New Stakes                       | 1 000 m     | G. Richards | 3e / 10     | 8           | Petition              |
| 20 juillet   | Sandown      | Royaume-Uni | National Breeders Produce Stakes | 1 000 m     | R. Jones    | 4e / 7      |             | Tudor Minstrel        |
| 13 septembre | Doncaster    | Royaume-Uni | Produce Stakes                   | 1 200 m     | G. Richards | 5e / 6      |             | Solpax                |
| 31 octobre   | Newmarket    | Royaume-Uni | Dewhurst Stakes                  | 1 400 m     | G. Richards | 1er / 8     | 1 ½         | Sandjar               |
| 1947, 3 ans  |              |             |                                  |             |             |             |             |                       |
| 17 avril     | Newmarket    | Royaume-Uni | Craven Stakes                    | 1 600 m     | D. Smith    | 1er / 6     | 1/2         | White horse           |
| 29 mai       | Manchester   | Royaume-Uni | Royal Standard Stakes            | 2 000 m     | G. Richards | 1er / 4     | 3/4         | Masthead              |
| 7 juin       | Epsom        | Royaume-Uni | Derby                            | 2 400 m     | D. Smith    | 2e / 15     | 4           | Pearl Diver           |
| 19 juin      | Ascot        | Royaume-Uni | King Edward VII Stakes           | 2 400 m     | G. Richards | 1er / 5     | 5           | Wet Bob               |
| 18 juillet   | Sandown      | Royaume-Uni | Eclipse Stakes                   | 2 000 m     | C. Smark    | 1er / 5     | 1 ½         | Tudor Minstrel        |
| 13 septembre | Doncaster    | Royaume-Uni | St. Leger                        | 2 920 m     | G. Richards | 3e / 11     | 3 ¼         | Sayajirao             |
| 16 octobre   | Newmarket    | Royaume-Uni | Champion Stakes                  | 2 000 m     | G. Richards | 1er / 4     | 2           | Nirgal                |
| 5 novembre   | Liverpool    | Royaume-Uni | Aintree Derby                    | 2 600 m     | G. Richards | 1er / 6     | 2           | Masthead              |
| 1948, 4 ans  |              |             |                                  |             |             |             |             |                       |
| 6 mai        | Chester      | Royaume-Uni | Ormond Stakes                    | 2 800 m     | G. Richards | 3e / 5      | 1 ¼         | Goyama                |
| 17 mai       | Hurst Park   | Royaume-Uni | White Rose Stakes                | 3 000 m     | G. Richards | 1er / 4     | 2           | Gypse                 |
| 4 juin       | Epsom        | Royaume-Uni | Coronation Cup                   | 2 400 m     | G. Richards | 2e / 5      | enc.        | Goyama                |
| 16 juillet   | Sandown Park | Royaume-Uni | Eclipse Stakes                   | 2 000 m     | G. Richards | 4e / 8      |             | Petition              |
| 10 août      | Nottingham   | Royaume-Uni | Great Midland Breeders Plate     | 2 000 m     | G. Richards | 1er / 2     | enc.        | Native Heath          |
| 27 août      | York         | Royaume-Uni | Rose of York Stakes              | 1 600 m     | G. Richards | 1er / 4     | tête        | Djelal                |
| 3 octobre    | Longchamp    | France      | Prix de l'Arc de Triomphe        | 2 400 m     | C. Smark    | 1er / 14    | 1 ½         | Nirgal                |
| 14 octobre   | Newmarket    | Royaume-Uni | Champion Stakes                  | 2 000 m     | G. Richards | 4e / 8      |             | Solar Slippers        |

## Au haras
Migoli commence sa carrière d'étalon en Irlande, mais l'un de ses fils va changer sa destinée : Gallant Man, exporté yearling aux États-Unis, y devient l'un des plus grands champions de son époque. Vainqueur moral du Kentucky Derby (battu d'un nez, il avait course gagnée lorsque son jockey pourtant très expérimenté, Bill Shoemaker, s'est relevé, croyant la ligne d'arrivée franchie), il a bâti un palmarès formidable où figurent les Belmont Stakes, la Jockey Club Gold Cup, les Travers Stakes, la Hollywood Gold Cup ou encore le Metropolitan Handicap. Il était membre du trio vedette de l'une des plus brillantes générations de l'histoire des courses américaines, avec Bold Ruler et Round Table qui, comme lui, ont été introduits au Hall of Fame des courses américaines. Les éleveurs américains ont noté le nom de Migoli sur leur calepin et importent l'étalon à la fin des années 50. Il y fait une carrière correcte, et s'éteint en 1963.

## Origines
Le pedigree de Migoli réuni deux des plus influentes poulinières de l'histoire, Plucky Liege et Mumtaz Mahal. Il est issu du Français Bois Roussel, un fils de Plucky Liege élevé par Léon Volterra, qui ravit aux Anglais leur Derby en 1938. Resté de l'autre côté de la manche pour sa carrière d'étalon, il s'est avéré brillant dans l'exercice, notamment comme père de mère (à l'image de sa fille Star of Iran, mère de Petite Etoile), étant sacré deux fois tête de liste. Il a donné quatre Derby-winners : St. Paddy (Derby d'Epsom), Fraise du Bois (Irish Derby), Hindostan (Irish Derby) et Hikaru Meiji (Derby japonais), et a tracé au haras notamment via Hindostan (sept fois tête de liste des étalons au Japon) et Tehran (vainqueur du St. Leger et tête de liste en Angleterre et en Irlande en 1952). 
Côté maternel, Migoli appartient à la famille 9-c (à laquelle il doit sa robe grise), celle de Mumtaz Mahal, dont sont membres une multitudes de champions, d'Abernant et Nasrullah à Zarkava et Cracksman en passant par Petite Etoile, Shergar, Golden Horn, Verry Ellegant, Habibti, Oh So Sharp, Alpinista et bien d'autres.

### Pedigree
| Origines de Migoli (IRE), mâle gris né en 1944 | Origines de Migoli (IRE), mâle gris né en 1944 | Origines de Migoli (IRE), mâle gris né en 1944 | Origines de Migoli (IRE), mâle gris né en 1944 |
| ---------------------------------------------- | ---------------------------------------------- | ---------------------------------------------- | ---------------------------------------------- |
| Père Bois Roussel 1935                         | Vatout 1926                                    | Prince Chimay                                  | Chaucer                                        |
| Père Bois Roussel 1935                         | Vatout 1926                                    | Prince Chimay                                  | Gallorette                                     |
| Père Bois Roussel 1935                         | Vatout 1926                                    | Vasthi                                         | Sans Souci                                     |
| Père Bois Roussel 1935                         | Vatout 1926                                    | Vasthi                                         | Vaya                                           |
| Père Bois Roussel 1935                         | Plucky Liege 1912                              | Spearmint                                      | Carbine                                        |
| Père Bois Roussel 1935                         | Plucky Liege 1912                              | Spearmint                                      | Maid of The Mint                               |
| Père Bois Roussel 1935                         | Plucky Liege 1912                              | Concertina                                     | St. Simon                                      |
| Père Bois Roussel 1935                         | Plucky Liege 1912                              | Concertina                                     | Comic Song                                     |
| Mère Mah Iran 1939                             | Bahram 1932                                    | Blandford                                      | Swynford                                       |
| Mère Mah Iran 1939                             | Bahram 1932                                    | Blandford                                      | Blanche                                        |
| Mère Mah Iran 1939                             | Bahram 1932                                    | Friar's Daughter                               | Firar Marcus                                   |
| Mère Mah Iran 1939                             | Bahram 1932                                    | Friar's Daughter                               | Garron Lass                                    |
| Mère Mah Iran 1939                             | Mah Mahal 1928                                 | Gainsborough                                   | Bayardo                                        |
| Mère Mah Iran 1939                             | Mah Mahal 1928                                 | Gainsborough                                   | Rose Drop                                      |
| Mère Mah Iran 1939                             | Mah Mahal 1928                                 | Mumtaz Mahal                                   | The Tetrarch                                   |
| Mère Mah Iran 1939                             | Mah Mahal 1928                                 | Mumtaz Mahal                                   | Lady Josephine (famille 9-c)                   |